# Miltiņi
Miltiņi är en ort i Lettland.   Den ligger i kommunen Dobeles Rajons, i den västra delen av landet, 60 km sydväst om huvudstaden Riga. Miltiņi ligger 28 meter över havet och antalet invånare är 568.
Terrängen runt Miltiņi är platt, och sluttar brant österut. Runt Miltiņi är det ganska glesbefolkat, med 23 invånare per kvadratkilometer. Närmaste större samhälle är Dobele, 3,9 km väster om Miltiņi. Trakten runt Miltiņi består till största delen av jordbruksmark.